# James Dewar
Sir James Dewar (født 20. september 1842, død 27. marts 1923) var en britisk fysiker og kemiker. 
Han var i 1875 professor i eksperimentalfysik ved universitetet i Cambridge og i 1877 professor i kemi ved Royal Institution i London. Han var den første som fortættede hydrogen til væske og senere fremstillede det i fast form. Til opbevaring og forsendelse af flydende luft opfandt han Dewar-karret, et glaskar med dobbelte vægge med lufttomt rum. Termoflasker bygger på samme princip.